# Vessel
Vessel es un DVD lanzado al mercado en 2003 por la cantante y compositora islandesa Björk. Este DVD está formado por 11 canciones correspondientes al álbum Debut de 1993 que fueron grabadas en vivo en el recital del Royal Theatre, Londres en 1994. El lanzamiento original fue en formato VHS el mismo año.
El concierto está intercalado por entrevistas a Björk en las calles de Londres, incluyendo una improvisación con el sonido de una alarma de un coche y sus reflexiones al mudarse de Reikiavik a Londres.[cita requerida] La canción «Atlantic» es una versión en directo de una cara b que fue lanzada únicamente en el sencillo «Human behaviour». La breve improvisación interpretada por Björk y su banda al principio del DVD se llama «Gail biffen», una versión anterior al lanzamiento oficial de «I miss you».[cita requerida]
El vídeo en formato VHS fue relanzado en DVD en 2003.[cita requerida]

## Lista de canciones
| Vessel DVD |                                  |          |  |
| N.º        | Título                           | Duración |  |
| 1.         | «Human Behavior»                 |          |  |
| 2.         | «Atlantic»                       |          |  |
| 3.         | «One Day»                        |          |  |
| 4.         | «Venus As a Boy»                 |          |  |
| 5.         | «Come to Me»                     |          |  |
| 6.         | «Aeroplane»                      |          |  |
| 7.         | «Anchor Song»                    |          |  |
| 8.         | «Big Time Sensuality»            |          |  |
| 9.         | «There's More to Life Than This» |          |  |
| 10.        | «Violently Happy»                |          |  |
| 11.        | «Crying»                         |          |  |